# Van Oordt's Mersken
Van Oordt's Mersken is een natuurgebied tussen de drie Nederlandse plaatsen Nij Beets, Terwispel en Beetsterzwaag in de provincie Friesland. Het gebied is onderdeel van Natura 2000.
Het gebied ligt op de overgang van zand- naar veengronden. Het is een belangrijk gebied voor blauwgras, dotterbloem en andere planten. Ook komen er kemphanen en andere vogels voor. Dit gebied is overbelast door stikstof.

## Lelylijn
In 2018 werd het plan voor de aanleg van een nieuwe spoorlijn geopperd. Deze zogenaamde Lelylijn komt dan naast de A7 te liggen en zal daarmee het natuurgebied Van Oordt's Mersken doorkruisen.